# 沃州
沃州（法語：Vaud；德語：Waadt；義大利語：Vaud；羅曼什語：Vad）是瑞士联邦罗曼地（瑞士法语区）的一个州，属于日内瓦-洛桑都市区，首府和最大城市是洛桑。
沃州在法语中叫作Pays de Vaud，德语中叫作die Waadt或Waadtland。沃州的居民在德语中被称为Waadtländer，在法语中被称为Vaudois[vodwa]。
沃州是瑞士面积第四大、人口第三多的州，也是罗曼地地区面积最大的州。沃州在拿破仑调停时期才首次形成了今天的版图，并在1803年2月19日加入瑞士联邦。

## 名称
沃州的名字可以追溯到史前德语中的“Wald”一词，意思是“树木繁茂的地方”。沃州在法语中的名字“Vaud”（最初被读成[vawd]），其来源为将史前德语中/l/的发音元音化，并将a和l形成的双元音变为法兰克-普罗旺斯语中的单元音，整个词汇读作Vad[vaːd]，一直使用到现在。

## 地理

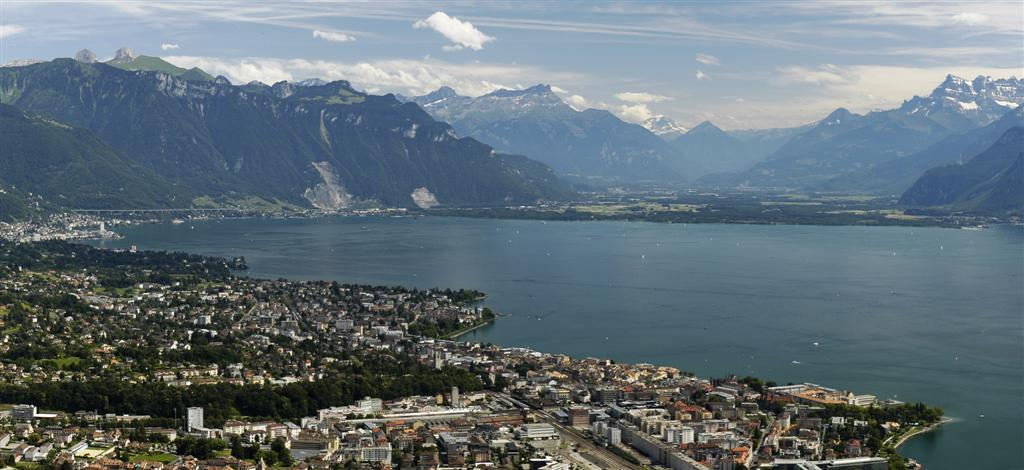
沃韦、日内瓦湖和瑞士阿尔卑斯山脉

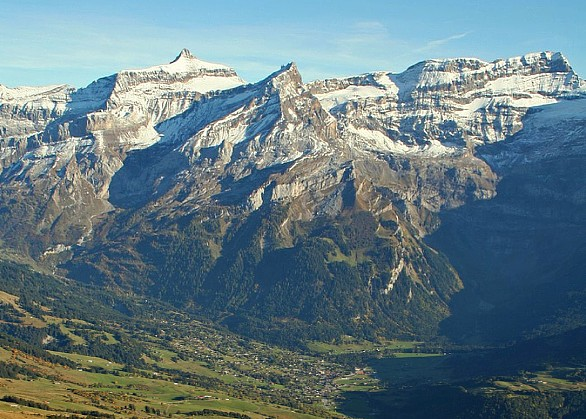
沃州最高峰迪亚布勒雷山

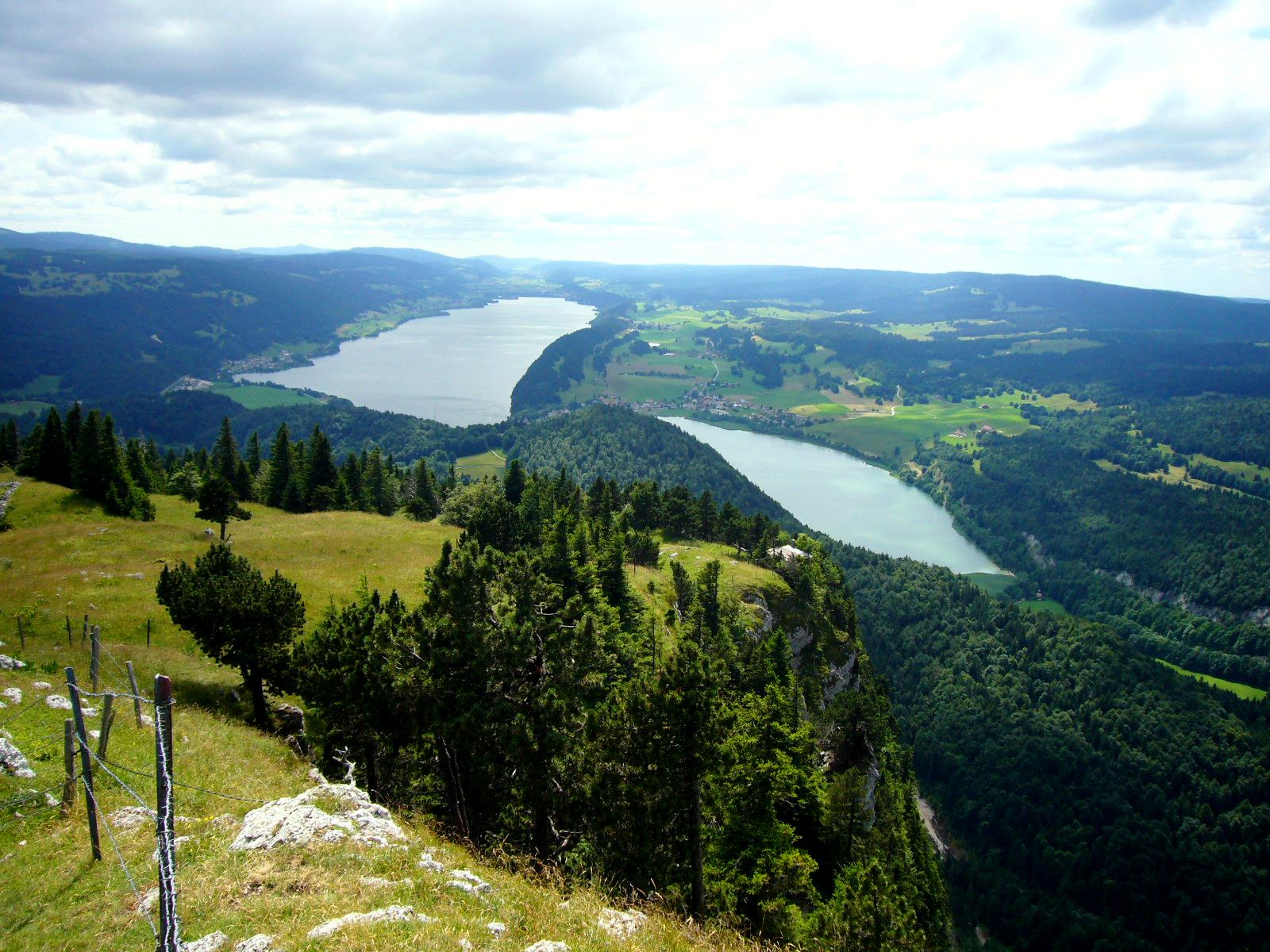
瑞士钟表业的发祥地汝拉山谷

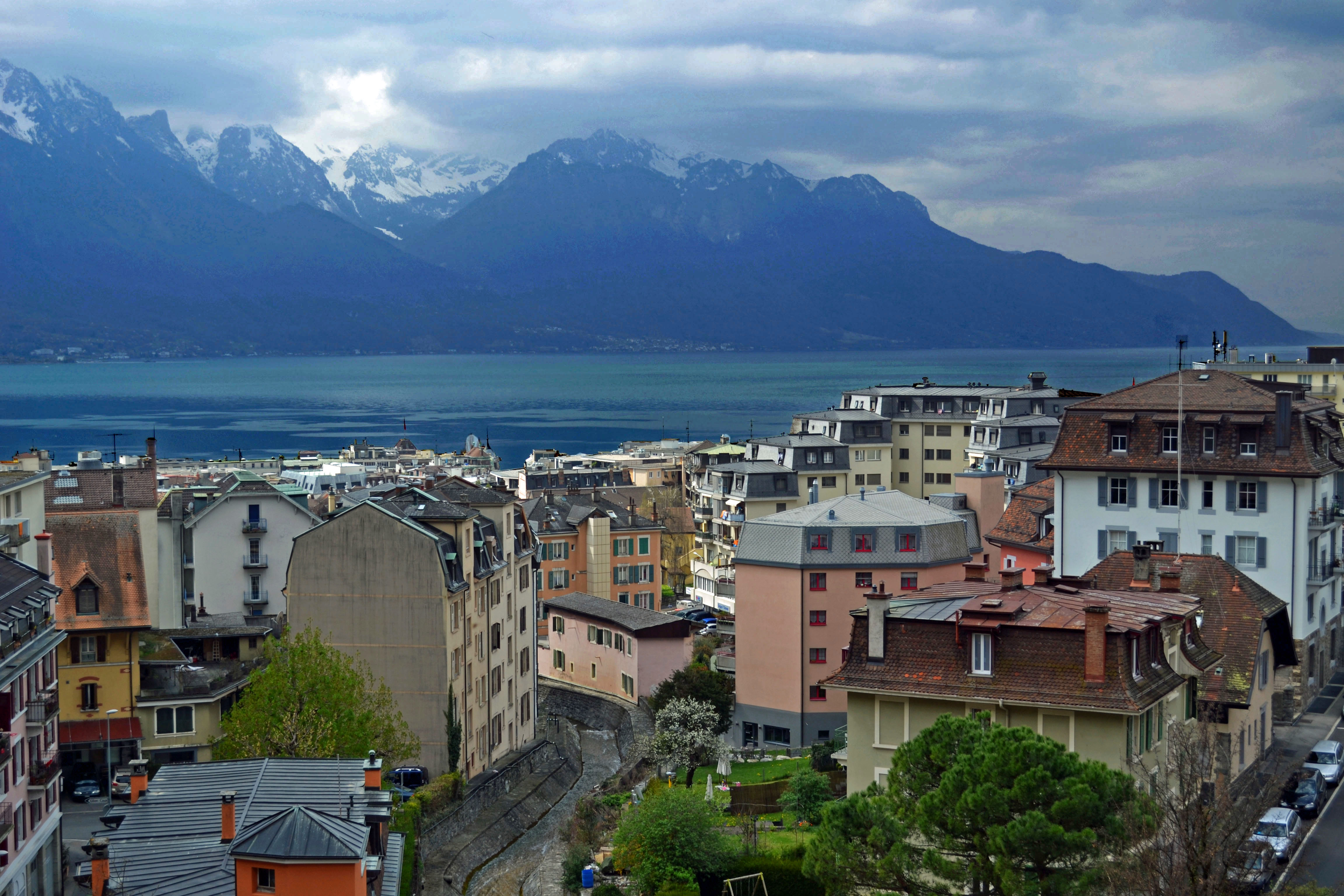
蒙特勒与日内瓦湖

沃州总面积为3,212平方千米。沃州最高点位于迪亚布勒雷峰（海拔3120米），最低点位于日内瓦湖（海拔372米）。
沃州位于瑞士西部，南至日内瓦湖，北到纳沙泰尔湖。沃州西北部与法国安省、汝拉省和杜省交界，西南部和日内瓦州接壤，东南部与瓦莱州毗邻，东部与弗里堡州和伯尔尼州相接，东北部和纳沙泰尔州接壤。沃州还以日内瓦湖为界，和其南部的法国上萨瓦省接壤。
沃州地跨瑞士的三大地形区（参见瑞士地理）：西北部是汝拉山，东南部是阿尔卑斯山。中部是瑞士高原。瑞士只有两个州地跨全部三大地形区，除沃州以外，另一个是伯尔尼州。
沃州东北部的阿旺什区被弗里堡州包围，是该州的一块飞地。弗里堡州在这附近也拥有三块位于沃州境内的飞地。塞利尼位于沃州西南部，是日内瓦州的飞地。
沃州东南部地区山峦起伏，位于伯尔尼阿尔卑斯山北侧。该地区拥有沃州最高峰迪亚布勒雷山，以及在沃州大部分地区都能看到的大米沃朗山和圖爾達伊山。该地区的维拉尔叙罗隆、莱迪亚布勒雷和莱森是著名的滑雪胜地。
沃州西北部是汝拉山脉的一部分，以丘陵地貌为主，但是海拔较低，一般不超过1500米。汝拉山谷位于这里，是瑞士手工手表制造的中心。

### 水域
沃州的全部领土面积中有393平方公里（占比12.23%）是湖泊，9.4平方公里（占比0.29%）是河流和小溪。沃州最重要的水体是横贯该州南部与法国国界的日内瓦湖。沃州重要的湖泊还有布莱奈湖、汝湖、布雷特湖和水库翁格兰湖。主要河流有奥尔布河、布鲁瓦河、沃诺日河、芒特河和欧伯讷河。

### 山峰
沃州最高峰是海拔3210米的迪亚布勒雷峰，位于该州东南部。该州其他重要山峰还有雅芒峰、若拉山、奥尔登峰、羅謝德奈山、沙瑟隆山、拉多勒山、里蘇山和唐德尔山。

从夏斯隆山远眺纳沙泰尔州

### 气候
沃州平均最高温度约为14°C，最低为6°C。该州年平均降水量为1100到1200毫米，年平均雨日104天。

## 人口

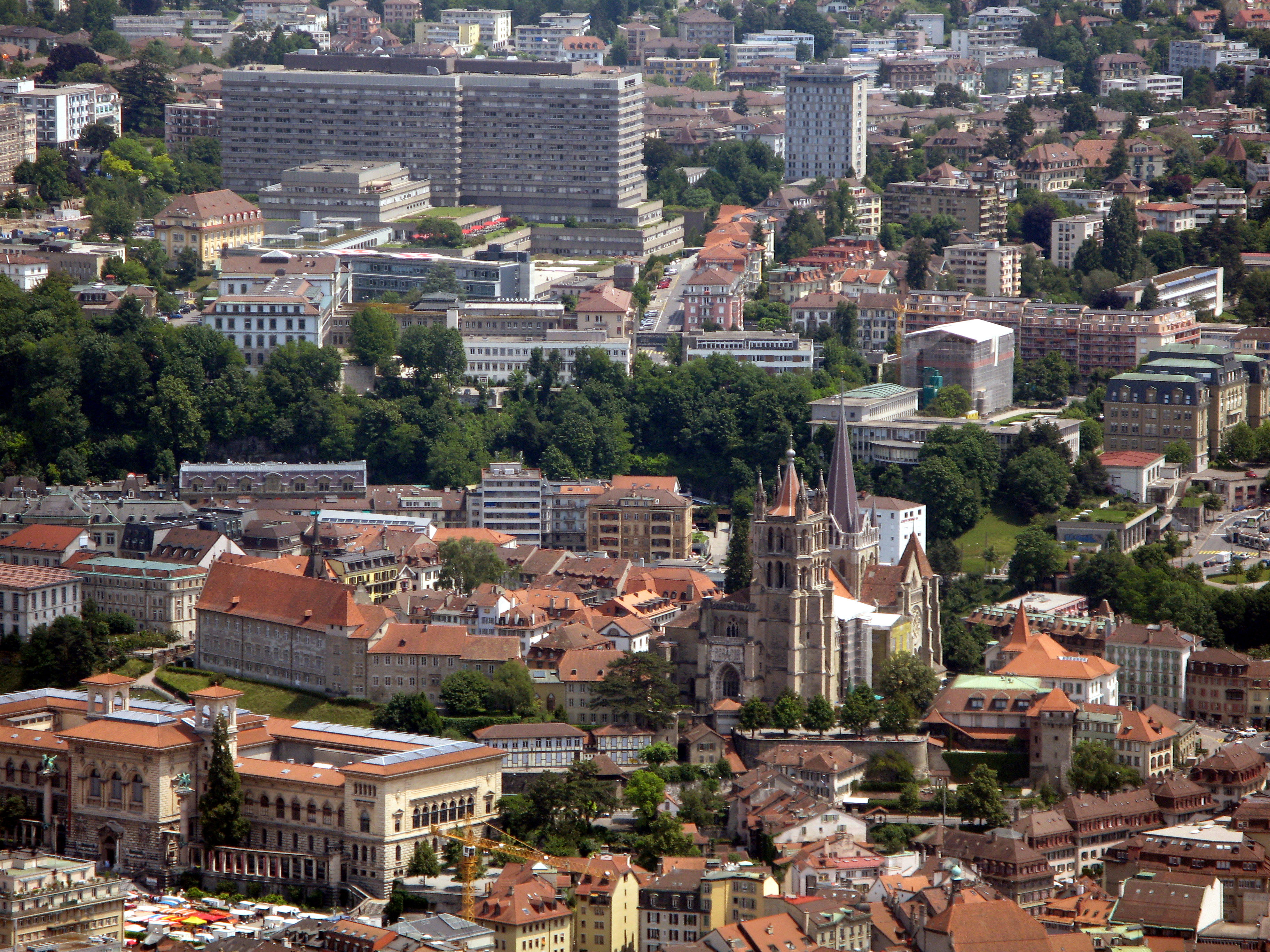
沃州首府和人口最多的城市洛桑

沃州大多数人口居住在城市中。首府洛桑人口为138,905，是该州人口最多的区域，沃韦和蒙特勒以46,401的人口数量次之，然后是埃格勒（37,100人）和伊韦尔东（30,143人）。尼永在地域上更靠近日内瓦都市圈，故不参与排名。其他人口较多的市镇有莫尔日、勒南和罗勒。
截至2017年12月31日，沃州的人口为793,129，人口密度为每平方公里247人，高于瑞士平均水平（每平方公里206人）。截至2015年12月31日，沃州外国人（没有瑞士公民身份的登记居民）的比例为33.6％，同样高于瑞士平均水平（24.6％）。截至2015年12月31日，沃州居民失业率为5.2％，而全国平均水平为3.7％。
在1803年加入瑞士联邦之时，沃州人口为144,507，仅次于伯尔尼州和苏黎世州。在当时，因为居民多数从事农业并生活在农村地区，沃州只有42％的人口居住在日内瓦湖地区，而今天这一比例为70％。
1960年至2013年间，约有100,000名外国人在沃州获得瑞士国籍。2007年到2011年间入籍的居民有40％在瑞士出生，他们属于第二代或第三代移民。

### 1850年以后的人口变化
1850年以后，沃州人口增长了三倍多，从不到20万增加到70多万。

### 语言
沃州的官方语言是法语。截至2014年，沃州有83.77％的居民以法语为主要语言，还有8.47%的居民讲葡萄牙语，8.04％讲英语，6.34％讲德语，5.10％讲意大利语。（该州部分居民使用不止一种主要语言）

## 政治

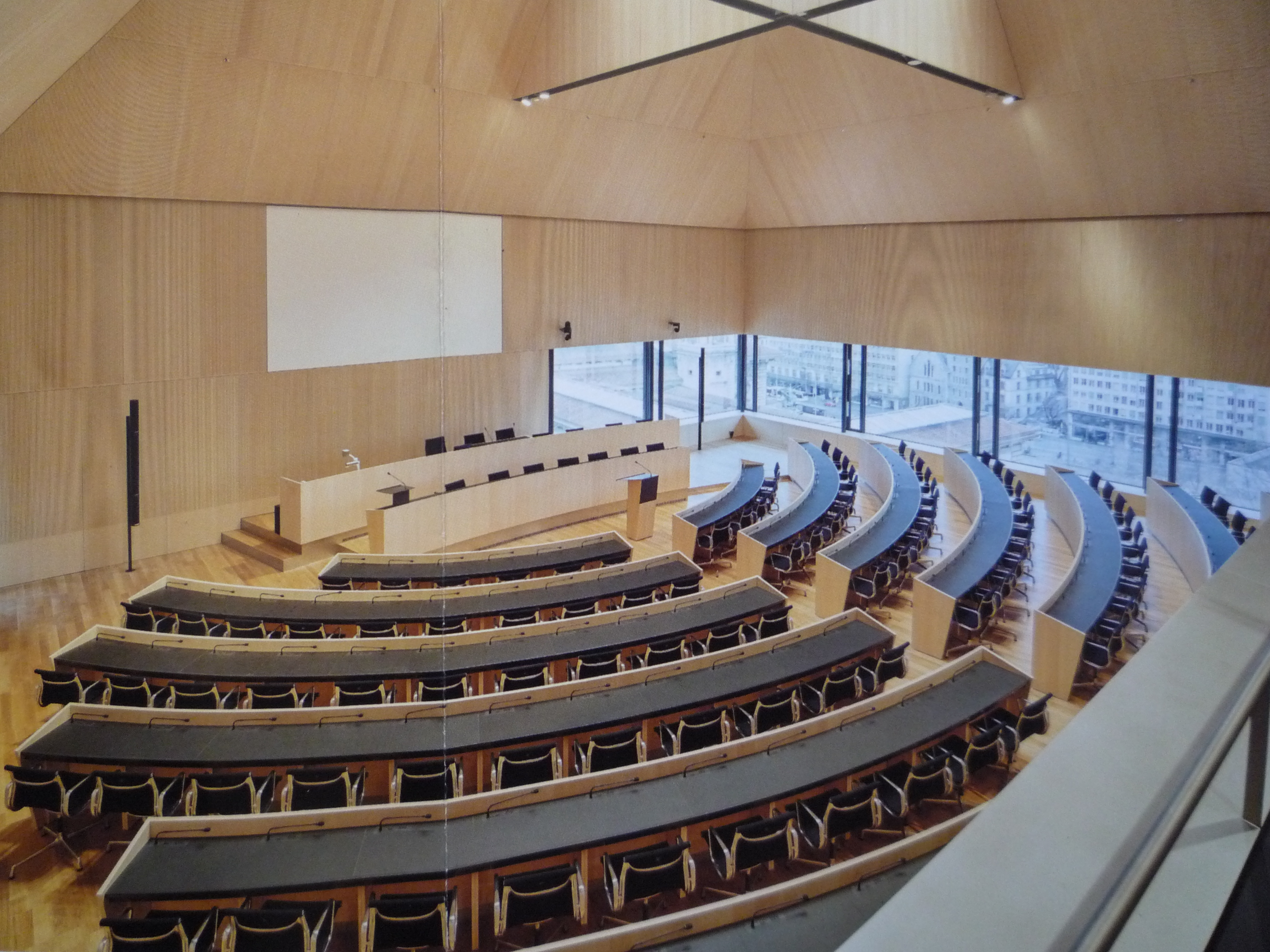
落成于2017年的沃州议会新会议室

沃州议会实行一院制，由150名议员组成。议员均为兼职，由普选产生，任期五年。议员席位的分配遵循比例代表制。议会主席任期一年，从议员中选出。
沃州州政府负责州内行政事务，由七名成员组成。七名成员由简单多数制产生，任期五年。州政府主席从七位政府成员中选出，任期五年。
沃州的司法权首先由第一级的地方法院行使，然后由第二级的州法院行使。瑞士联邦最高法院位于沃州首府洛桑。
沃州在国民院中拥有18个席位，仅次于苏黎世州和伯尔尼州。在联邦院中沃州与其他州相同，拥有两个席位。

## 经济

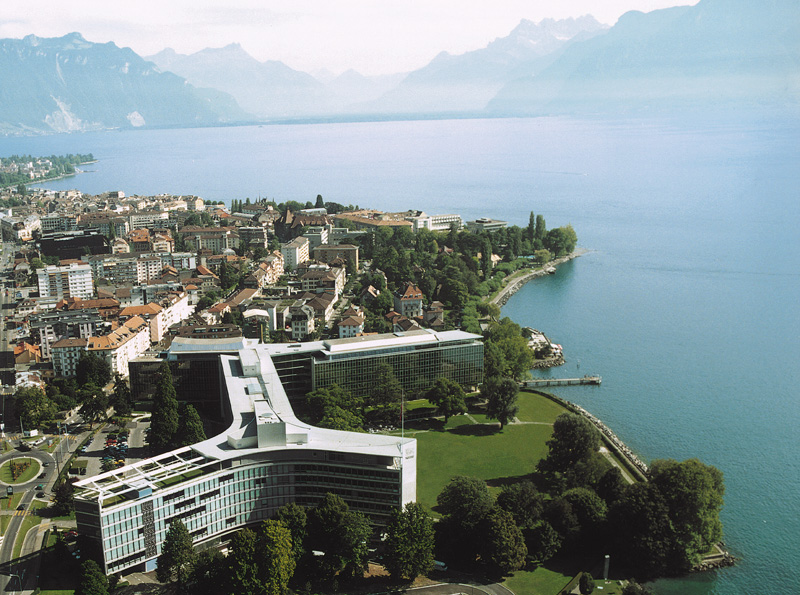
雀巢公司是世界上最大的食品集团，同时也是瑞士最大的工业企业，其总部位于沃州沃韦

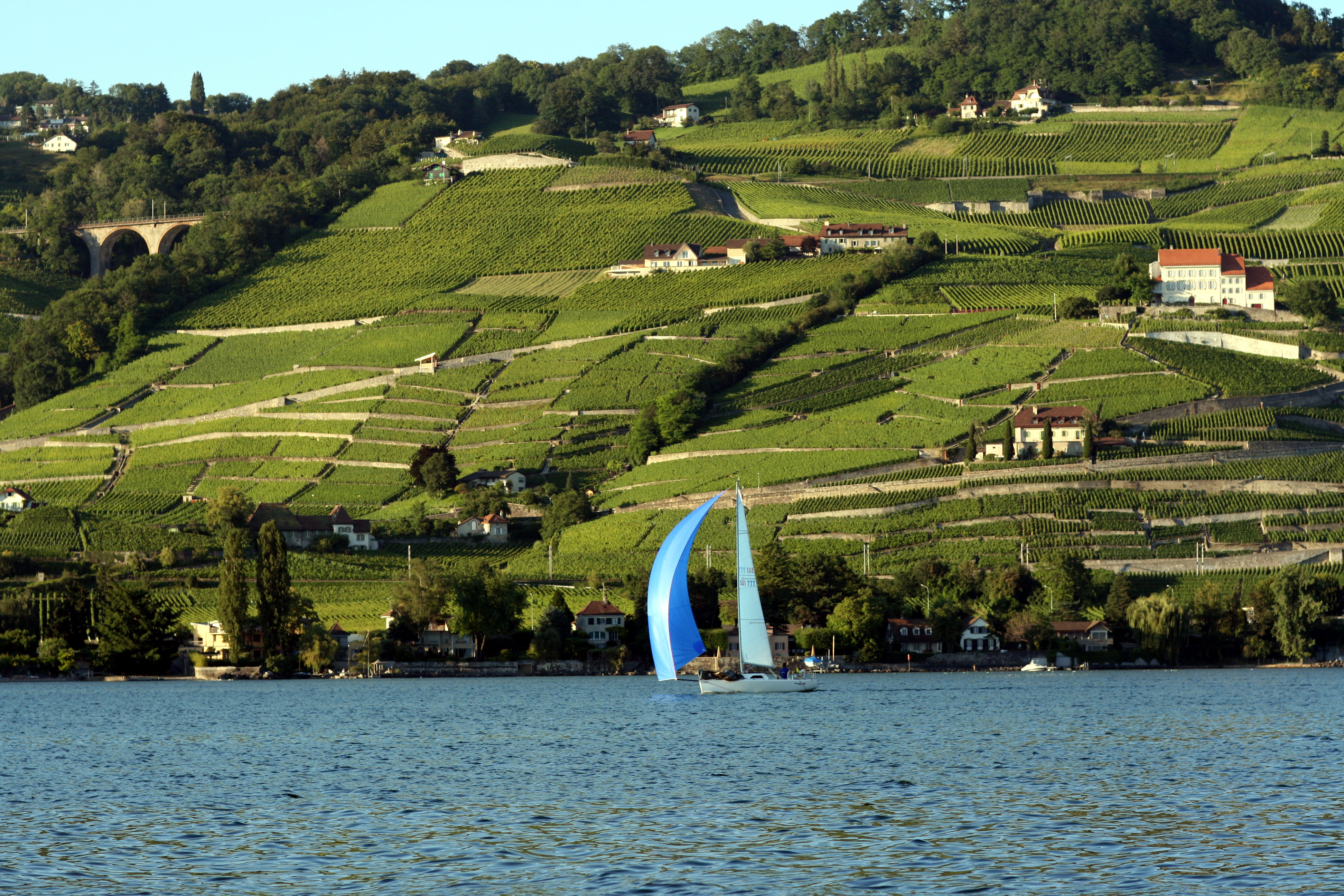
日内瓦湖北岸的拉沃葡萄园梯田

沃州的主要产业是制造业和第三产业。 在制造业方面，沃州20％的产品用于出口，其中66％出口到了欧洲；然而从根本上看，沃州经济的基础还是服务业，占该州所有就业岗位的近八成。首府洛桑是沃州的经济中心，第三产业占比为72％左右。
总部位于沃州的知名国内和跨国企业有外设巨头罗技、跨国制鞋企业巴塔、国际传媒集团博施出版集团、广告公司百讯达传媒集团，还有世界上最大的食品集团雀巢和创新科技公司库德尔斯基集团。

## 旅游
沃州通常被分为四个旅游区：城市和湖区、汝拉山、农村和阿尔卑斯山。沃州最著名的旅游胜地之一位于日内瓦湖北岸的东段，也就是洛桑和蒙特勒之间的区域，因为气候适宜、风景优美加上度假设施完善，被誉为瑞士的里维埃拉。2002年，沃州旅游业收入为45.6亿瑞士法郎（来自游客的直接收入占66%，间接收入占34%），旅游业从业人数超过22,510，占该州总工作岗位的8.6％。沃州东南的拉韦-莫尔克勒拥有瑞士温度最高的温泉之一，水温高达69℃。纳沙泰尔湖边的伊韦尔东也是著名的温泉疗养中心，其含硫泉水从罗马时代享誉至今。

## 参看
- 沃州市镇列表
- 瑞士沃州境内的国家重要文化财产名录

## 外部連結
- 沃州政府網站 （页面存档备份，存于） （法語）
- 沃州觀光 （页面存档备份，存于）